# Providencia (kommun i Colombia, San Andrés och Providencia)
Providencia är en kommun i Colombia.   Den ligger i departementet San Andrés och Providencia på öarna Isla de Providencia och Santa Catalina, i den nordvästra delen av landet, 1 300 km nordväst om huvudstaden Bogotá. Antalet invånare är 4 927. Arean är 18,0 kvadratkilometer.
Terrängen i Providencia är huvudsakligen platt, men söderut är den kuperad.